# Lyford (Teksas)
Lyford – miasto w Stanach Zjednoczonych, w stanie Teksas, w hrabstwie Willacy.